# Mieterverein
Mietervereine (teilweise auch: Mietvereine) sind in Deutschland Zusammenschlüsse von Wohnungsmietern. Sie vertreten die Interessen der Mieter im Einzugsgebiet ihres Vereins (zum Beispiel bei der Festsetzung des Mietspiegels) und informieren in allen mietrechtlichen Fragen. Insoweit nehmen sie Aufgaben des Verbraucherschutzes wahr.
Aufgrund der Vereinsmitgliedschaft sind kostenlose Beratung und preiswertere außergerichtliche Vertretung möglich. Zusätzlich haben die Mitglieder oft die Möglichkeit, eine ermäßigte Rechtsschutzversicherung nur für Mietstreitigkeiten abzuschließen.
Viele Mietervereine haben sich über Landesverbände zusammengeschlossen, die wiederum dem Deutschen Mieterbund (DMB) als Dachverband angehören. Deutschlandweit sind im DMB 320 örtliche Mietervereine organisiert. Zu den größten Mietervereinen gehören der Berliner Mieterverein mit – laut eigenen Angaben – 180.000 Mitgliedern, der Mieterverein München (68.000 Mitglieder)  und der Mieterverein zu Hamburg (66.000 Mitglieder).
Landesverbände und Bundesverband vertreten auch die Interessen der Mieter im Gesetzgebungsverfahren als Lobbyvereinigung, beispielsweise bei der Gesetzgebung zum Grundsicherungsrecht, während die örtlichen Mietervereine auch in städtebaulichen Fragen die Belange der Mieter einbringen können. Ihnen stehen insoweit die Vereine und Verbände der Vermieter, die sich unter dem Namen Haus und Grund zusammengeschlossen haben, gegenüber.
Daneben haben sich meist in größeren Städten Vereine gebildet, die ebenfalls Rechtsberatung für Mieter anbieten, sich jedoch keinem Verband angeschlossen haben und sich mitunter auch nicht an der politischen Mitwirkung beteiligen.